# 莫日尼亞基夫卡

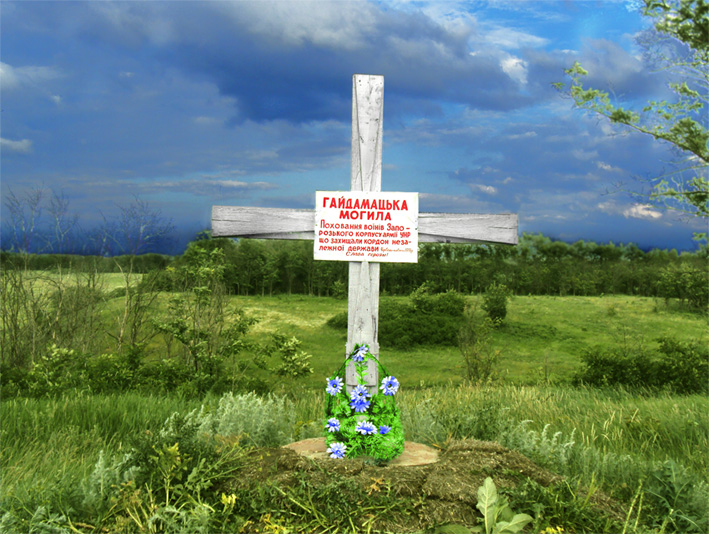

莫日尼亞基夫卡（烏克蘭語：Можняківка）是位於烏克蘭東部的村莊，由盧甘斯克州舊比利斯克區的比洛盧齊克市鎮負責管轄。該村始建於1683年，面積11.2平方公里，海拔高度72米，2001年人口1,683，人口密度每平方公里150.1人。